# Ceutorhynchus turbatus
Ceutorhynchus turbatus är en skalbaggsart som beskrevs av Schultze 1903. Ceutorhynchus turbatus ingår i släktet Ceutorhynchus, och familjen vivlar. Arten är reproducerande i Sverige.